# Scotsport
Scotsport est une ancienne émission de télévision sportive écossaise diffusée sur STV (Nord et centre de l'Écosse) et sur ITV Border (Sud de l'Écosse). Il s'agit de l'émission sportive qui a connu la plus longue longévité au monde.

## Histoire
L'émission fut diffusée pour la première fois le 18 septembre 1957, sous le nom de Sports Desk, avant de trouver son nom définitif peu de temps après. Malgré son nom, l'émission ne traitait pas de sport en général mais quasi exclusivement de football écossais : matches de Scottish Premier League, mais aussi matches des équipes écossaises en Ligue des champions.
Malgré ses 51 années de diffusion, l'émission n'a connu que 6 présentateurs principaux : Arthur Montford (en) (le premier présentateur qui resta 32 années à la tête de l'émission, jusqu'en 1989) à qui ont succédé Jim White (en), Jim Delahunt (en), Grant Stott (en), Andy Walker et enfin Richie Gray.
En 1984, Sally McNair (en) rejoint l'équipe de Scotsport et devient par la même la première journaliste femme dans une émission sportive en Écosse.
La dernière diffusion eut lieu le 22 mai 2008, l'émission s'arrêtant pour cause de baisse d'audience, confrontée à la concurrence de Sportscene sur BBC Scotland.
STV attendit presque deux ans pour lancer une nouvelle émission sportive pour prendre le relais, STV Sports Centre, le 5 mars 2010.